# William Lehtinen

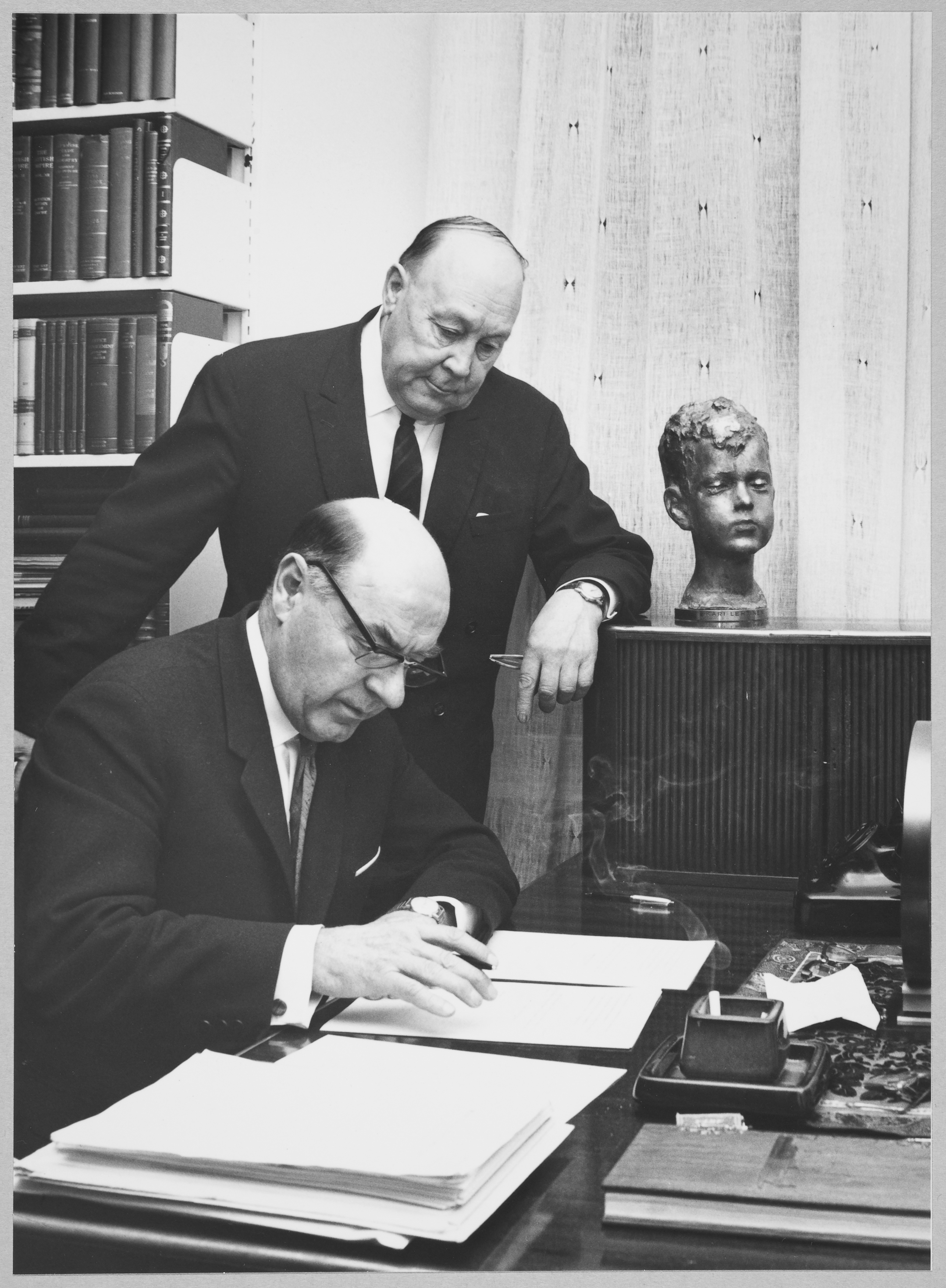
William Lehtinen, stående, jämte L.A. Puntila, år 1965.

Uuno Wilhelm (William) Lehtinen, född 19 mars 1895 i Åbo, död 24 mars 1975 i Helsingfors, var en finländsk industriman.
Lehtinen anställdes 1930 vid Enso-Gutzeit Oy och arbetade som verkställande direktör och direktionsordförande 1945–1962 upp företaget till en ny blomstring efter de svåra förluster det lidit genom kriget. Han startade även bolagets rederirörelse.
Han förlänades titeln bergsråd 1946.